# Lagerbring
Lagerbring, svenska adelsätter med flera grenar.
Ättens förste med säkerhet kände stamfader är handelsmannen i Landskrona Ennert Bring, som lär varit av norsk börd. Han blev fader till kyrkoherden Jöns Bring, vilkens yngre sonson, kanslirådet Sven Bring (1707-1787) adlades 1769 med namnet Lagerbring. Dennes gren utgick med sonen, friherre och greve Carl Lagerbring (1751-1822). En äldre sonson till Jöns Bring, Olof Bring, hade sonen krigsrådet Per Bring (1732-1799), som adlats av tyske kejsaren med namnet von Bring samt 1772 adopterades på farbroderns adliga namn och 1776 introducerades på svenska riddarhuset med dennes namn. Dennes son Gustaf Olof Lagerbring (1769-1847) erhöll 1815 friherrlig värdighet.

## Övriga (?) Lagerbring
- Gustaf Lagerbring (1847-1921) militär, riksdagsman, landshövding